# ميخال كادلتس
ميخال كادليتس (بالتشيكية: Michal Kadlec)‏، من مواليد 13 ديسمبر 1984 في فيشكوف في تشيكوسلوفاكيا، لاعب كرة قدم تشيكي، وهو ابن لاعب تشيكوسلوفاكيا السابق ميروسلاف كادليتس.
يلعب مع نادي باير ليفركوزن منذ عام 2008.
بدأ باللعب مع منتخب التشيك لكرة القدم في عام 2007.

## روابط خارجية
- ميخال كادلتس على موقع الاتحاد الدولي (مؤرشف)  (الإنجليزية)
- ميخال كادلتس على موقع الاتحاد الأوربي (الإنجليزية)
- ميخال كادلتس على موقع الاتحاد التشيكي (الإنجليزية)
- ميخال كادلتس على موقع اتحاد تركيا (لاعب) (الإنجليزية)
- ميخال كادلتس على موقع قاعدة بيانات كرة القدم.إي يو (الإنجليزية)
- ميخال كادلتس على موقع بيانات كرة القدم. دي إي (الألمانية)
- ميخال كادلتس على موقع ناشيونال فوتبول تيمز (الإنجليزية)
- ميخال كادلتس على موقع Soccerway.com (الإنجليزية)
- ميخال كادلتس على موقع عالم كرة القدم.نت (الإنجليزية)
- ميخال كادلتس على موقع كووورة